# Хортачки акведукт
Хортачкият акведукт (на гръцки: Ρωμαϊκό υδραγωγείο Χορτιάτη) е недействащ античен каменен водопровод край солунското село Хортач (Хортиатис), Гърция. Акведуктът е единственият запазен паметник от този вид в Централна Македония.
Останките от акведукта са разположени на входа на Хортач, вдясно от пътя. Хортачкият акведукт, заедно с Пилейския мост, е част от римската водоснабдителна система на Солун и е датиран в I век сл. Хр. В най-високата си точка акведуктът е висок 20,1 m. В центъра на моста има два големи сводести отвора.
В 1969 година акведуктът е обявен за паметник на културата.
Запазен е в добро състояние.